# レカミエ夫人の肖像 (ダヴィッド)
『レカミエ夫人の肖像』（レカミエふじんのしょうぞう、仏: Portrait de madame Récamier, 英: Portrait of Madame Récamier）は、フランスの新古典主義の巨匠ジャック＝ルイ・ダヴィッドが1800年に制作した肖像画である。油彩。銀行家ジャック＝ローズ・レカミエの夫人で当時のパリ社交界の花形であったジュリエット・レカミエを描いている。レカミエ夫人は新古典主義ファッションの絶頂期に、シンプルなエンパイアラインのドレスを着てディレクトワール様式のソファに寄りかかり、ほとんど腕を露出させ、髪を「ティトゥス風」に短くしている。作品は未完成である。現在はパリのルーヴル美術館に所蔵されている。

## 人物
ジュリエット・レカミエ夫人は当時のフランスの上流階級で影響力のあるパリ社交界の花形であり、新古典主義のフランスのアイコン、サロンの女主人であった。1777年にリヨン出身の銀行家の娘として生まれ、1793年に26歳年上のフランス人銀行家ジャック＝ローズ・レカミエの妻となった彼女は、当時の社交界で最も美しい女性の1人と見なされていた。群衆は夫人の並外れた美しさを眺めるため、パリの彼女の邸宅に押し寄せ、夫人の周囲に崇拝者たちが絶えることはほとんどなかった。夫人は機知に富んだ女性で、色恋沙汰でも有名だった。特に有名なのはナポレオンの実弟リュシアン・ボナパルト、作家であり政治家のバンジャマン・コンスタンやフランソワ＝ルネ・ド・シャトーブリアンである。敬愛されるフランスの詩人で劇作家のテオフィル・ゴーティエは、夫人の「まるで未だ知られていない詩にも似た、言い表すことのできない魅力」について書いている。1800年以降、ダヴィッドをはじめ19世紀初頭の様々な芸術家のモデルをするようになった。ダヴィッドの弟子フランソワ・ジェラールやアントワーヌ＝ジャン・グロは肖像画を描き、彫刻家ジョゼフ・シナールはテラコッタで夫人の彫像を制作した。スタール夫人などの著名な作家は、レカミエ夫人をモデルにしていくつかの作品を書いた。

## 作品

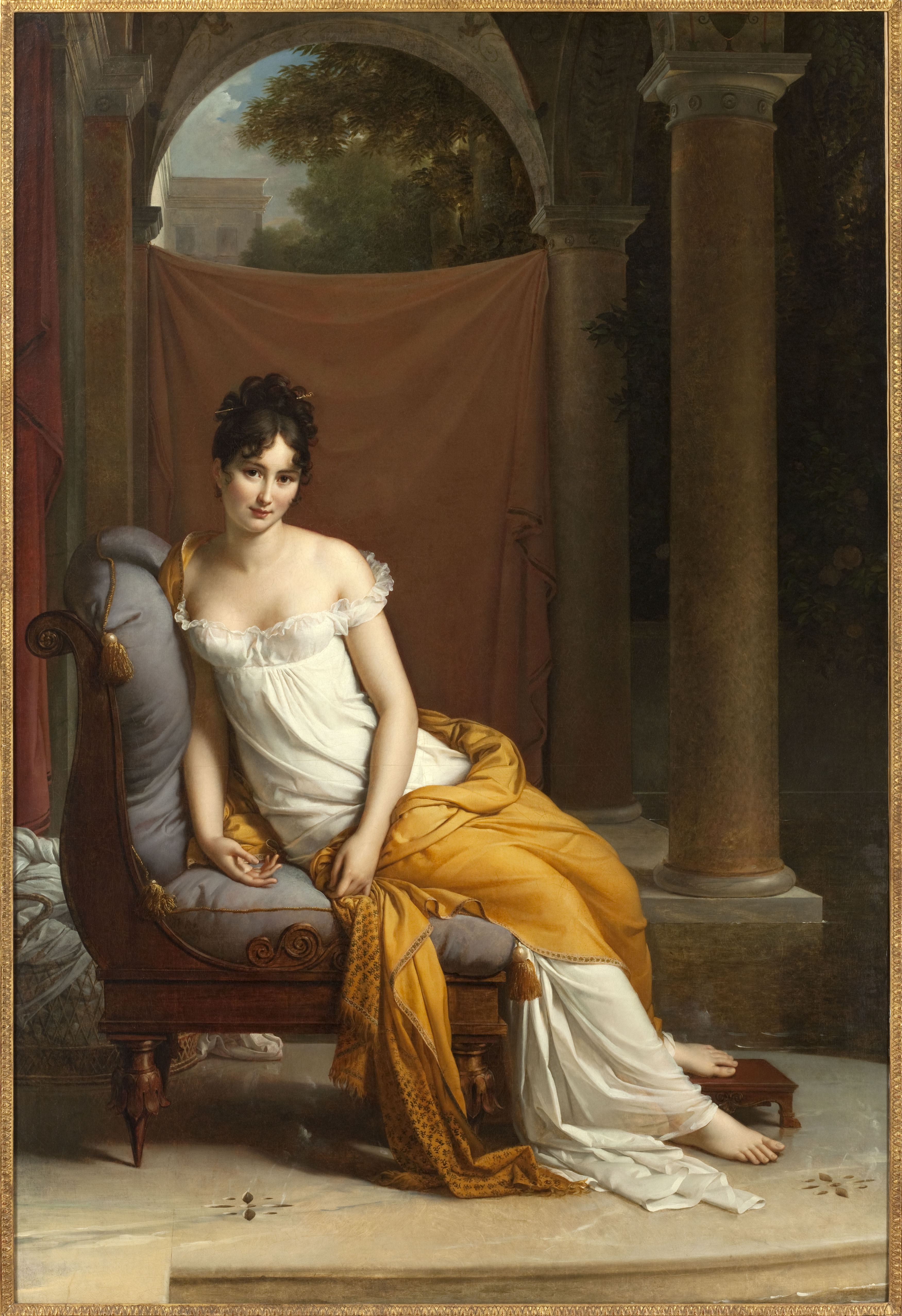
フランソワ・ジェラールの『ジュリエット・レカミエの肖像』。1802年から1805年。カルナヴァレ博物館所蔵。

ダヴィッドは背もたれのない長椅子に身体を横たえた若いレカミエ夫人を描いている。その姿はローマ貴族のようであり、夫人は左肘をクッションの上に置きながら長椅子に寄りかかりつつ、上半身を起こしている。この彼女が寄りかかっている長椅子は失神ソファとも呼ばれるもので、19世紀に人気があったフランス製メリディエンヌである。彼女のポーズは脚や背中や腕の曲線を通して、優雅さと上品さを示している。画面左隅前景に設置された背の高いブロンズ製の燭台には石油ランプが取り付けられており、ランプの灯は消され、その煙が空間の暗闇に漂っている。上からの光がいくらかの照明を画面に提供し、彼女の完璧な汚れのない白いドレスを際立たせている。
この作品の大きな特徴は鑑賞者とモデルとの間に確立された距離感である。レカミエ夫人はポンペイ様式の古典的な家具が置かれた空間の中で、画面から引き離され、かつ鮮明な姿を見せている。ダヴィッドはモデルの顔に集中するという従来の肖像画から脱却している。この横長の形式の肖像画は、縦の構図が最も一般的だった当時では革新的だった。レカミエ夫人の周囲にはほとんど何も置かれておらず、装飾は最小限に抑えられ、レカミエ夫人のポーズも置かれた家具も極めてシンプルである。この古風な厳格さはモデルの優美さ、しなやかな腕の曲線、背中と首のライン、夫人の深遠な表情によってさらに強調されている。
また一方で作品が未完成であることはダヴィッドの比類のない絵画技法を鑑賞者にはっきり示している。色彩の変化はあまり多くはなく、夫人のドレープを別にすれば、落ち着いた茶色と、緑、灰色の土っぽい色調が見られるのみである。

### 放棄された肖像画
画家とレカミエ夫人との間で交わされた手紙や、十分に描かれていない部分があることは、作品が未完成であることを示している。ダヴィッドは夫人を新古典主義の肖像画として描いており、当初は夫人の容姿だけでなく女性らしさと魅力の理想を描くつもりでいた。夫人もまたダヴィッドに宛てた手紙の中で「ポーズをとる間は何なりとお申し付けください」と述べている。しかし彼女は絶えずモデルに遅刻し、かなり甘やかされていたためダヴィッドの間で口論になった。ダヴィッドは1800年5月にこの肖像画を描き始めたが、数か月後には放棄した。制作の遅さ、夫人の気まぐれ、作品への不満、画家の夫人に対する不満など、中断の理由として様々な説が唱えられている。

いずれにせよ、夫人はダヴィッドの肖像画が完成するよりも早く弟子のフランソワ・ジェラールに肖像画を依頼しており、気分を害されたダヴィッドは手紙で次のように書いている。

奥様、女性というものは気まぐれです。それは画家もまた同じです。どうか私の気まぐれのほうもお許しください。あなたの肖像画はこのままにしておきましょう。

最終的にダヴィッドは肖像画を放棄したとはいえ、すでに十分に完成されていると見なすことも可能である。少なくとも夫人の頭部は完全に仕上げられており、髪の束ごとに細かくスタイリングされ、整えられ、陶器のような頬には紅が塗られている。しかし夫人のドレスにはハイライトがなく、付属の家具や、床、背景は、緩い筆遣いで描かれている。一部の領域では下塗り層が見える。（なお、フランソワ・ジェラールの肖像画は1805年に完成している）。

## 影響

ジャック＝ルイ・ダヴィッドのサークル『白い服を着た若い女性の肖像』。1798年頃。ナショナル・ギャラリー・オブ・アート所蔵。

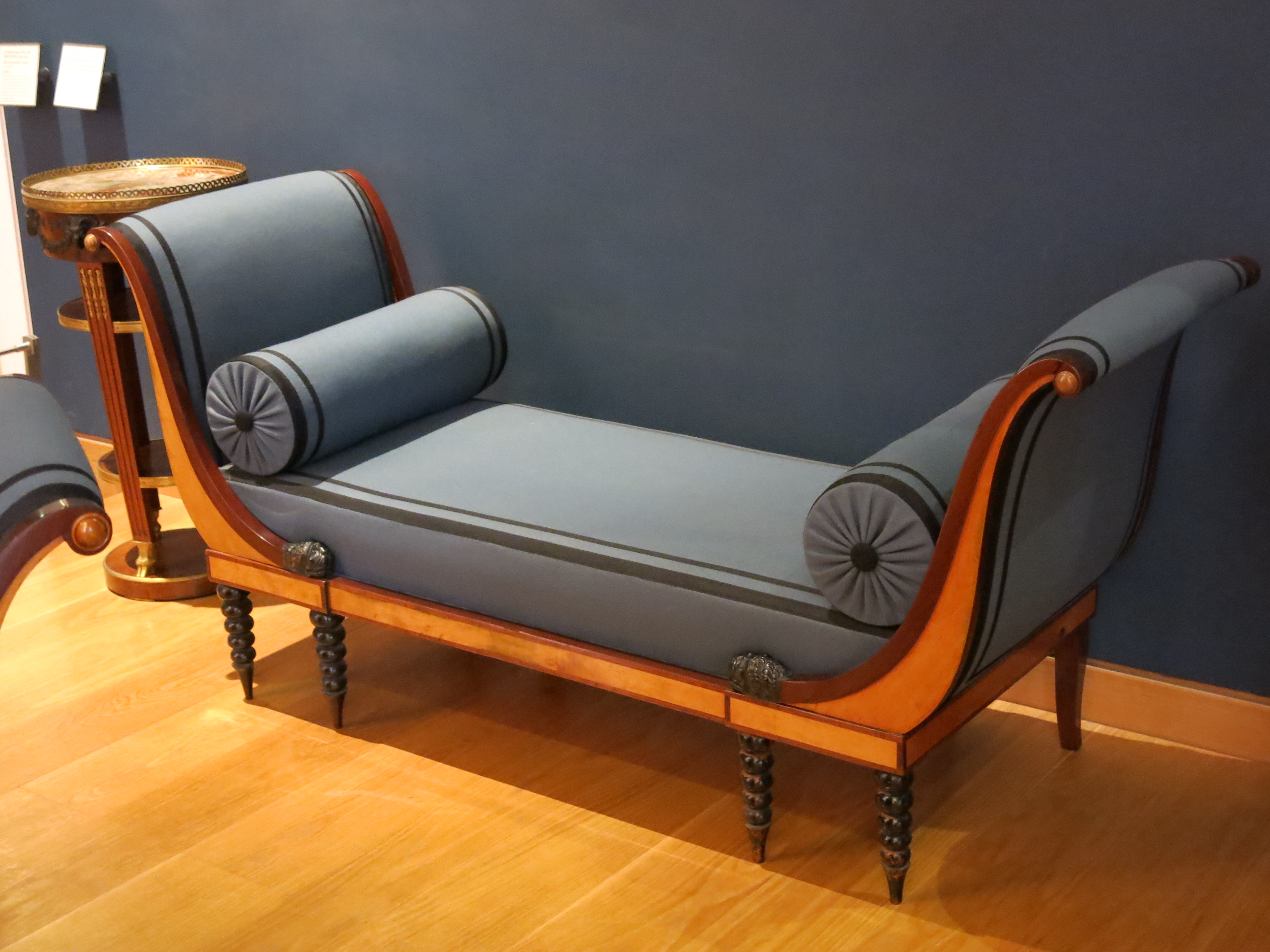
ソファ「レカミエ」。

当時、肖像画は絵画のジャンルとしては劣ると考えられていたにもかかわらず、ダヴィッドはこれを軽視せず、その肖像画は同時代の人々から広く賞賛された。その期間中ずっとダヴィッドのサークルが描いた他の肖像画は、肖像画に対する新古典主義的アプローチを例示している。『白い服を着た若い女性の肖像』（Portrait d'une jeune femme en blanc）は、ローマの衣装を着た色白の若いフランス人女性を描いており、ローマの柱、壮麗なロイヤルマロンのドレープ、その他の歴史的要素が、鑑賞者が認識したであろう同時代の女性的な特質によって相殺されている。この作品は視覚的にも主題の内容的にも1800年に描かれたレカミエ夫人の肖像画で使用された技法と一致している。
『レカミエ夫人の肖像』は美術界に大きな影響を与えた。レカミエ夫人が横たわるソファは現在「レカミエ」（Récamier）として知られ、背もたれのないソファで、高い湾曲したヘッドレストと低いフットレストがある。レカミエ夫人は自身のサロンに同様の椅子を置いていた。
ダヴィッドの肖像画の注目すべき形態と図像は美術史の定番となり、多くの芸術家がその構図からインスピレーションを得た。肩越しに振り返る横臥した人物像のポーズは、1814 年にドミニク・アングルが『グランド・オダリスク』（Grande Odalisque）に採用した。21世紀の芸術家メレディス・フランプトンは1928年の肖像画『マーガレット・ケルシーの肖像』（Portrait of Marguerite Kelsey）でイギリス人女性モデル、マーガレット・ケルシーのポーズにダヴィッドの『レカミエ夫人の肖像』の姿勢を直接借用した。ブリティッシュ・アート・ジャーナルはこの2つの作品を比較している。「マーガレット・ケルシーの肖像画も同様に秩序と静穏という古典的品質を凝縮している。モデルの白いドレスとソファの上の姿は、ジャック＝ルイ・ダヴィッドによる有名な新古典主義の『レカミエ夫人の肖像画』（1800年、ルーヴル美術館）を思い起こさせる」。
また著名なシュルレアリスムの画家ルネ・マグリットは、現在カナダ国立美術館に所蔵されている『遠近法：ダヴィッドによるレカミエ夫人』（Perspective : Madame Récamier par David）でダヴィッドの肖像画をパロディ化した。この連作にはダヴィッドの絵画に基づいた作品がいくつかある。マグリットはダヴィッドの構図を再現しているが、モデルは棺として描かれている。死と笑いはどちらもマグリットの連作で繰り返し登場するテーマであり、人物像が不気味な別のものに置換されている。この病的な感覚は作品のユーモアによって相殺され、死の必然性と人生の儚さを仄めかしているが、これはダヴィッドが肖像画で意図したメッセージとはかけ離れている。それでもなお、この連作は強烈な視覚的コントラストと典型的なシュルレアリスムの暗さを通して、人間の命の繊細な性質の強力な寓意を伝えている。

## 来歴
肖像画は未完成のままダヴィッドが死去するまで画家の工房に残されていた。ダヴィッドが死去した翌年の1826年3月3日に作成された画家の財産目録に記録されたのち、1826年4月17日から19日に工房の所蔵品が売却された際に、『レカミエ夫人の肖像スケッチ』（Portrait ébauché de Madame Récamier）という題名でムッシュ・ルノルマン（M. Lenormant）に6,180フランで売却された。同年12月14日に王室建造物省（Ministère de la Maison du roi）はルノルマンから6,180フランで購入し（支払いは1828年）、肖像画の制作が開始されてから20年以上のちにルーブル美術館に収蔵された。シャルル10世の絵画購入記録簿には番号「C 124」として登録された。その後、一時期ヴェルサイユ宮殿に移された。第二次世界大戦中はロット県のモンタル城で保管された。1945年6月16日にモンタル城からパリのルーヴル美術館に戻された。

## 評価
未完成にもかかわらず肖像画は温かく迎えられた。スコットランドの画家で美術評論家デュガルド・サザーランド・マッコールによると「未完成の『レカミエ夫人』は1826年からルーヴル美術館でより良いものとして主張し、それ以来『ホラティウス兄弟の誓い』や『サビニの女たち』その他の作品が埃をかぶって忘れ去られたとしても、一連の肖像画全体が生み出されたことで、永続的な安寧を証明するであろう」。

フランスの作家、評論家アンドレ・モロワは次のように述べている。

彼の描いたレカミエ夫人は未完成だが、ポーズの優雅さと感情表現の複雑さゆえに素晴らしい。この憂色をたたえ、幾分悲しげで、何かを問いかけているような表情、視線のわずかな厳しさ、軽薄さの中の生真面目さ、固く閉じた口元、といったものすべてが、何冊もの書物で説明するよりはるかに、謎であるジュリエットを解き明かす手助けとなってくれるのである。

アメリカ合衆国の女性著作家ジューナ・バーンズは1982年の『一文字のアルファベットで歌った動物たち』（Creatures in an Alphabet）の中で、この主題について次のように書いている。

アザラシ、彼女は花嫁のようにのんびりと横たわっている。
あまりにも従順すぎる、それは疑いの余地がありません。
レカミエ夫人は、横向きで、
（もしそうなら）、底まで落ちている。

## ギャラリー

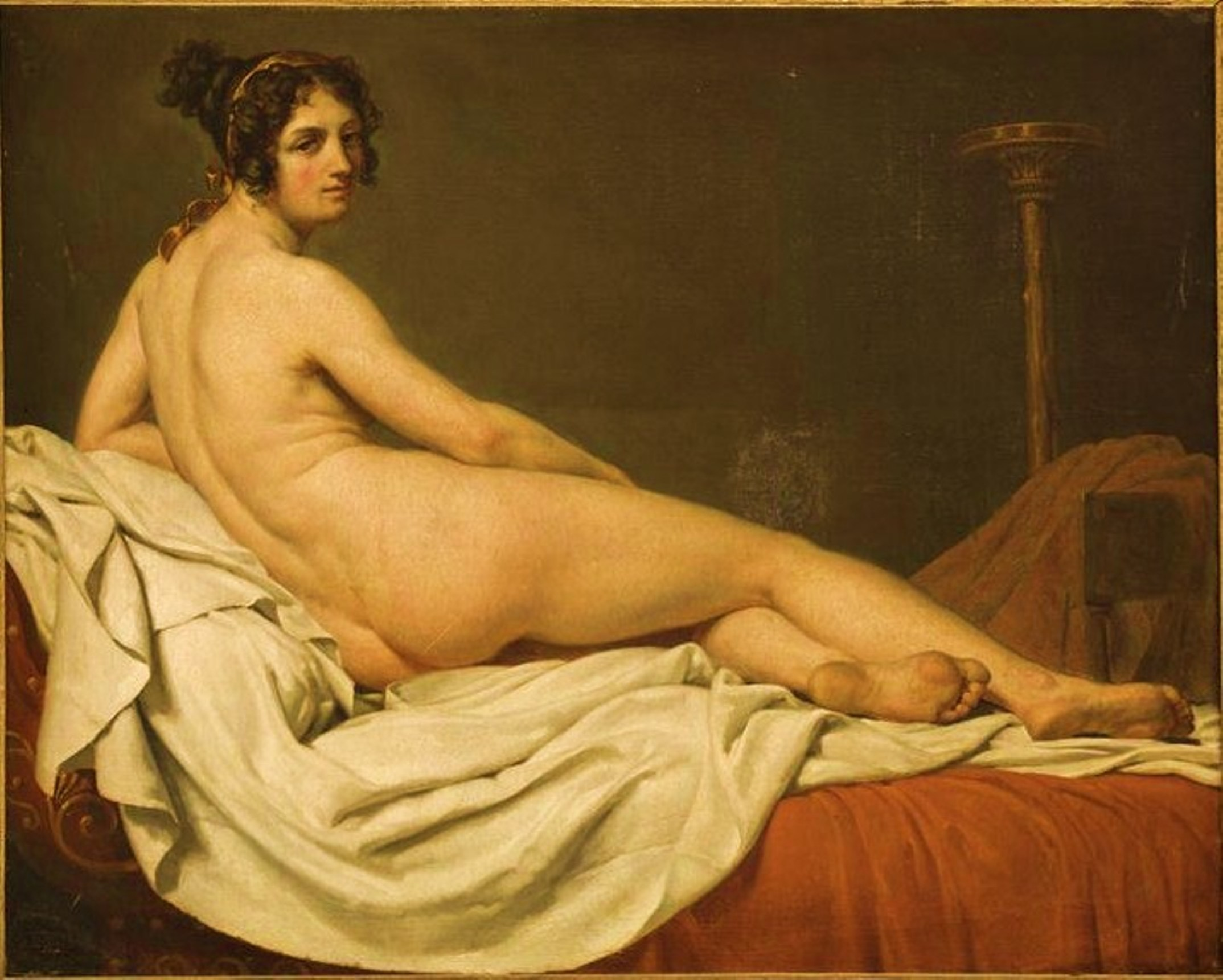
ジャック＝ルイ・ダヴィッドのサークル『ジュリエット・レカミエの肖像』1810年 フランス国立美術館連合（英語版）所蔵
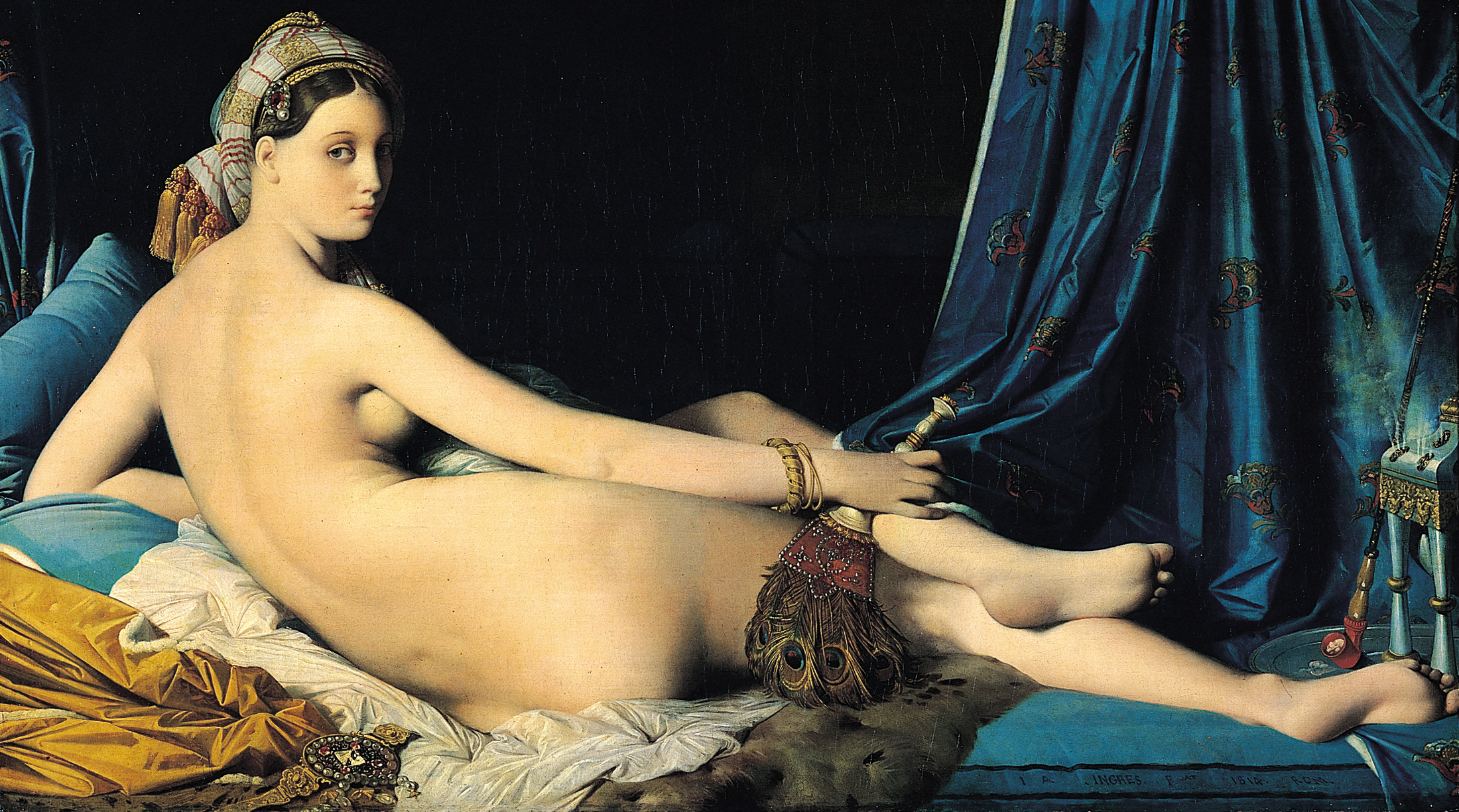
ドミニク・アングル『グランド・オダリスク』1814年 ルーヴル美術館所蔵
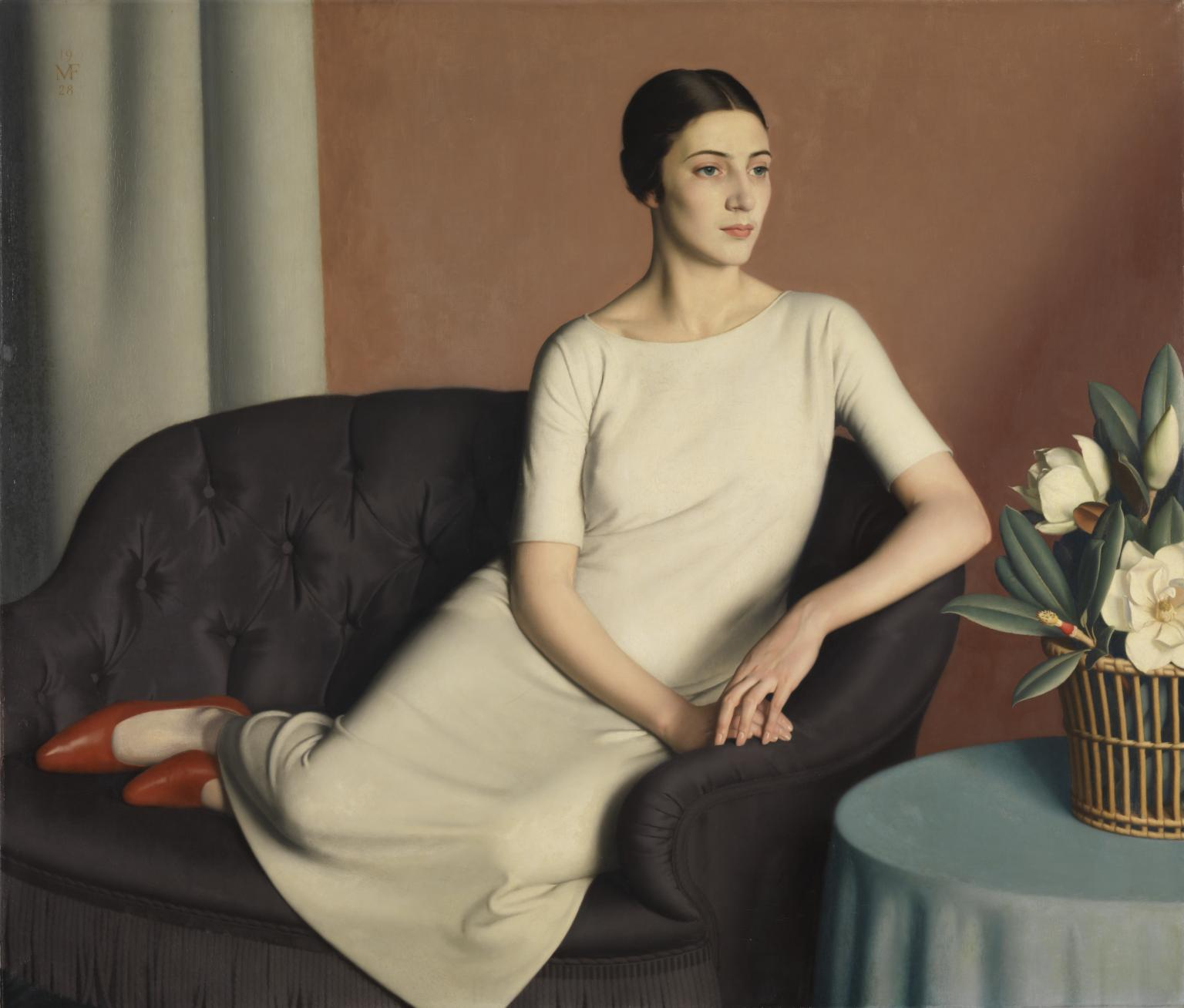
メレディス・フランプトン（英語版）『マーガレット・ケルシーの肖像』1928年